# León de hierro de Cangzhou

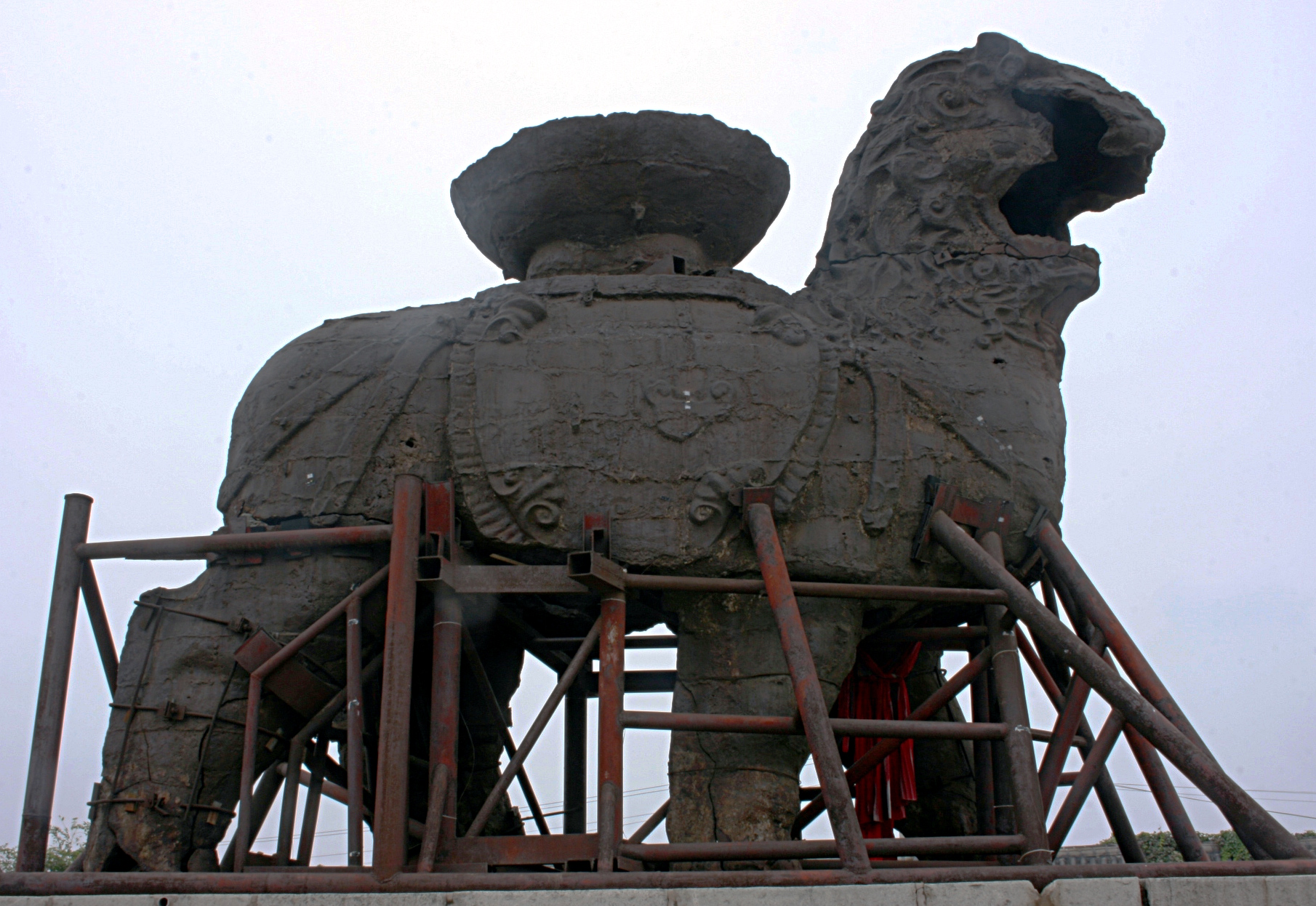
El León de Hierro de Cangzhou en 2007

El León de Hierro de Cangzhou (en chino, 铁狮子; pinyin, Tiĕ Shīzi), también conocido como el "Aullador de la Guardia del Mar", es una escultura de hierro fundido ubicada en la ciudad de Cangzhou, en la provincia de Hebei, China, situada a unos 180 km al suroeste de Pekín. El león, fundido durante la Dinastía Zhou Tardía en el año 953, es la obra de arte de hierro fundido más grande conocida y la más antigua que se conserva en China. Es considerado uno de los Cuatro Tesoros de Hebei.

## Descripción

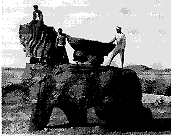
El León de Hierro en 1907.

El León de Hierro de Cangzhou mide 5,78 m de alto, 6,5 m de largo, 3,17 m de ancho y tiene un peso estimado de 40 toneladas. Según Donald B. Wagner, mide 5,4 m de alto, 5,35 m de largo, 3 m de ancho y pesa 50  toneladas. En su espalda lleva un trono de loto en forma de palangana con un diámetro máximo de unos 2 m y una altura de 70 cm. Presuntamente, el león de hierro se exhibió originalmente dentro de un templo budista y llevaba una estatua de bronce del bodhisattva Manjushri en el asiento de loto. La estatua de bronce fue retirada más tarde, quizás debido al mayor valor del bronce.
El león de hierro es un icono cultural en Cangzhou, la ciudad se conoce como la "Ciudad del León" y una cerveza local (Cerveza León de Cangzhou) lleva el nombre de la escultura.

## Fundición

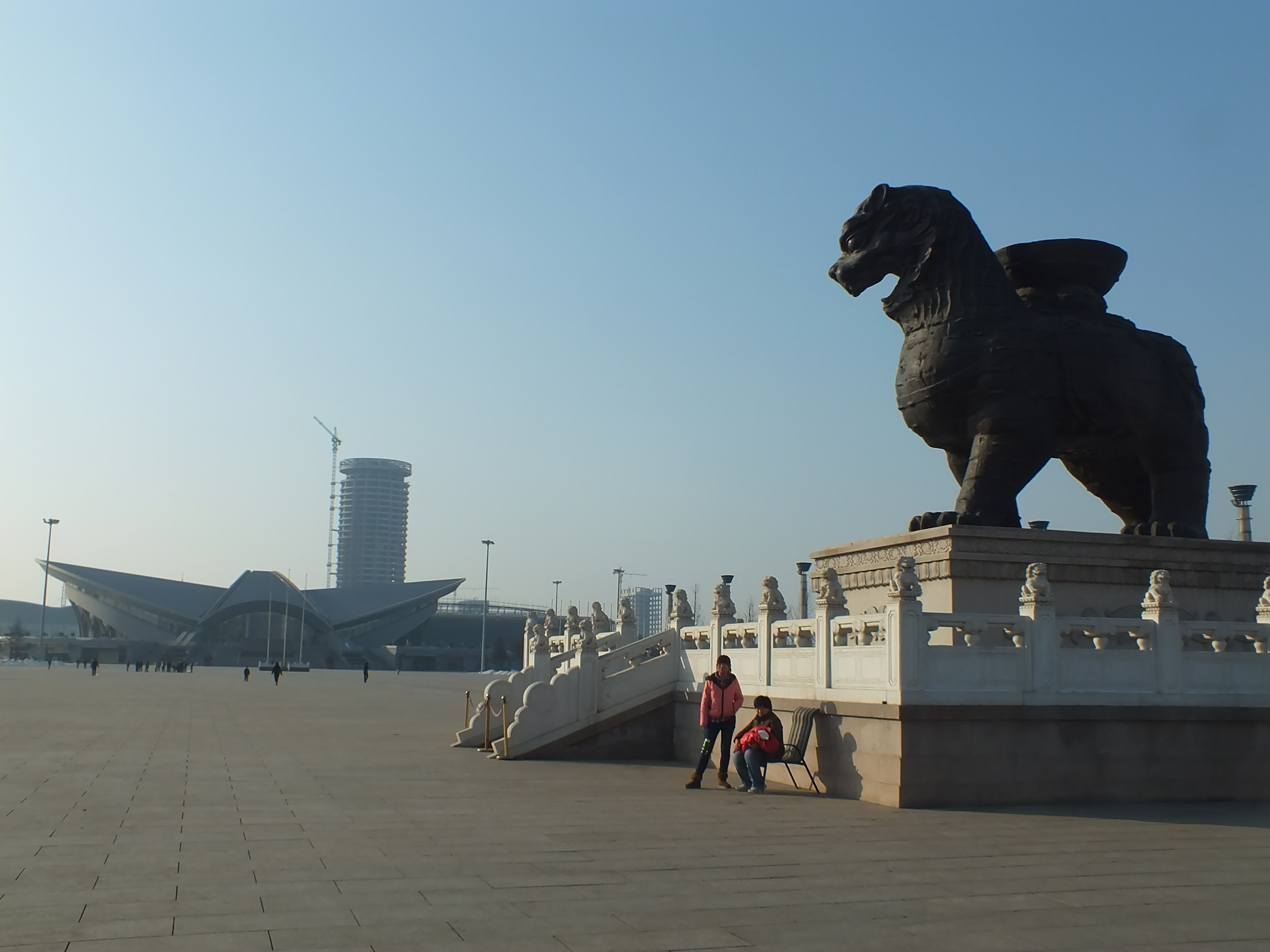
Recreación del León de Hierro

El león de hierro se fundió mediante una técnica de moldeo por pieza en un solo molde. En esta técnica, que también se ha utilizado en la antigua fundición de bronce china, se hace un modelo de arcilla de la escultura y se cubre con una nueva capa de arcilla después del secado. Esta capa exterior de arcilla se corta en pedazos y se retira antes de que se seque por completo. En el siguiente paso, se quita material de la superficie del modelo de arcilla interior para dejar espacio para verter el hierro entre el molde exterior e interior. Por lo tanto, las "costuras" visibles en el molde no representan límites entre piezas de hierro separadas, sino impresiones de las costuras entre las piezas del molde exterior. La fundición se llevó a cabo en varias etapas, entre las cuales el hierro ya vertido en el molde se enfrió. Como resultado, se introdujeron líneas de juntura en el molde a intervalos regulares que marcan la altura de llenado del molde en las sucesivas etapas de colado. Estas líneas de unión fueron unidas por los artesanos que realizaron el vaciado con piezas de hierro forjado que se introdujeron parcialmemte en la superficie solidificada del hierro del vertido anterior y que luego se cubrieron en el siguiente vertido. Todavía se pueden encontrar en la escultura rastros de estas clavijas de unión, así como de los espaciadores de hierro forjado utilizados para separar el molde exterior del núcleo.

## Conservación
Con el paso de los años, la escultura del león de hierro ha sufrido varios tipos de daños: en 1603, perdió la cola. En 1803, una tormenta derribó la estatua y provocó daños en el hocico y el vientre. En 1886, fue sostenido con piedras y ladrillos por orden de un magistrado local. En 1961, fue catalogado como una reliquia cultural clave nacional. En 1984, el león de hierro se volvió a montar sobre un pedestal de piedra. Sus patas fueron rellenadas con un compuesto sulfatado. Probablemente debido a estas intervenciones comenzaron a aparecer grietas en la escultura. Por lo tanto, la mayor parte de este compuesto se eliminó durante los trabajos de restauración realizados en el año 2000.